# Napalgué (Tikaré)
Pour les articles homonymes, voir Napalgué.
Napalgué est une localité située dans le département de Tikaré de la province du Bam dans la région Centre-Nord au Burkina Faso. 

## Géographie
Napalgué est situé à 18 km au nord-ouest de Tikaré, le chef-lieu du département, à 9 km au nord-est de Manegtaba-Mossi et à environ 25 kilomètres à l'ouest de Kongoussi.

## Histoire
Entre 2014 et 2016 a été mis en œuvre sur le territoire du village un projet de réhabilitation de 405 ha de terres agricoles dégradées et de 100 ha du bosquet villageois par l'ONG Small Grants Programme.

## Éducation et santé
Le centre de soins le plus proche de Napalgué est le centre de santé et de promotion sociale (CSPS) de Manegtaba-Mossi tandis que le centre médical avec antenne chirurgicale (CMA) de la province se trouve à Kongoussi.